# Joshua Ralph
Joshua Ralph (Ciudad de Nueva York, 1975) es un músico, cantante, empresario y compositor estadounidense; también conocido como J.Ralph.

## Biografía
Nacido en Ciudad de Nueva York, Estados Unidos. Ralph escribió y produjo la música para cuatro de las cinco películas ganadoras del Oscar como mejor documental; éstas fueron: Man on Wire en 2009, The Cove en 2010, Hell and Back Again en 2012, también participó con la canción Manta Ray en el documental "Racing Extinction" 2015.

## Discografía
Compuso música para loa siguientes películas y documentales:
- 2008, Man on Wire
- 2009, The Cove
- 2010, Jean Michel Basquiat
- 2011, Hell and Back Again
- 2011, Wretches & Jabberers
- 2012, Persiguiendo el hielo.
- 2012, El fraude.[1]
- 2013, Finding Vivian Maier.

## Premios y distinciones
Premios Óscar
| Año  | Categoría              | Canción           | Película                   | Resultado |
| ---- | ---------------------- | ----------------- | -------------------------- | --------- |
| 2014 | Mejor canción original | "Before My Time"  | Persiguiendo el hielo      | Nominado  |
| 2016 | Mejor canción original | «Manta Ray»       | Racing Extinction          | Nominado  |
| 2017 | Mejor canción original | «The Empty Chair» | Jim: The James Foley Story | Nominado  |